# Maude Gratton
Maude Gratton (Niort, Francia, 1983) es una intérprete musical clásica francesa con carrera como solista, especialista en órgano, piano y clavicémbalo.

## Biografía
Nació en la localidad francesa de Niort en 1983. Estudió clavicémbalo y órgano en el Conservatorio de Poitiers en la clase del organista Dominique Ferran. Se graduó del Conservatorio de París en clavicémbalo, órgano, bajo continuo y contrapunto del Renacimiento. En 2003 ganó el segundo lugar en una competición de órgano del MAfestival Brugge y fue nombrada Joven Solista de las radios públicas francófonas en 2006.

### Carrera como solista
En 2009 grabó su primer proyecto en solitario en homenaje a Bach, álbum que fue reconocido en los Premios Gramophone. Fue ganador de un Diapason dorado en 2009. Desde entonces, ha grabado unos diez álbumes como solista o como integrante de distintos conjuntos barrocos o de cámara.
Gratton ha llevado a cabo colaboraciones con la soprano Camille Poul, y es miembro del coro Collegium Vocale Gent, bajo la dirección de Philippe Herreweghe.
En 2011 fundó la "Académie de musique de Saint-Loup" y luego en 2012 se convirtió en la directora artística del Festival Musiques en Gâtine en Poitou-Charentes, que se convertiría en el Festival MM en 2017. Gratton es igualmente parte del personal de enseñanza del Vannes Early Music Institute (VEMI), la Academia Europea de Música Clásica de Vannes, que lidera el chelista francés Bruno Cocset.

### EnsembleIl Convito
En 2005 formó parte de los fundadores de la agrupación Il Convito junto a las músicas Claire Gratton y Stéphanie Paulet, grupo de música de cámara que en 2007 ganó el programa "Déclic" con el apoyo de Culturesfrance (hoy Institut Français) y Radio France.
Su repertorio incluye tanto música del Renacimiento como obras del siglo XIX tocada con instrumentos de época. Il Convito ha sido invitado a formar parte de diversos festivales musicales entre los que se cuentan las "Journées musicales d'automne" de Souvigny, La Folle Journée de Nantes y la Academia de Bach en Brujas, así como diversos tours en el extranjero.
En 2015 publicaron su primer álbum dedicado a los conciertos para clavicordios y cuerdas de Bach en Mirare. En mayo de 2016 creó "Una tarde con Mozart", su primer proyecto para una orquesta de Il Convito, sobre la obra de Mozart.